# هلال طلایی

مناطق مهم تولید کننده تریاک و هروئین

هلال طلایی اصطلاحی در اشاره به یکی از مناطق تولیدکننده اصلی تریاک در آسیا می‌باشد.
این منطقه به خاطر شباهت با هلال ماه به این نام خوانده می‌شود.
هلال طلایی شامل مناطق کوهستانی سه کشور افغانستان، پاکستان و ایران است.
در سال ۱۹۹۱، افغانستان بزرگترین تولیدکننده تریاک ، شیشه ، هروئین ، کوکائین ، قرص های توهم زا و دارو های غیرقانونی اعصاب و روان در جهان بود و بعد از آن میانمار، که بخشی از مثلث طلایی می‌باشد.
هلال طلائی سابقهٔ بسیار طولانی‌تر از مثلث طلایی در تولید تریاک دارد. هلال طلایی در دهه هفتاد قرن ۲۰ توسعه یافت در حالی که مثلث طلایی از دهه پنجاه شروع به کار کرد.

## ایران و هلال طلایی مواد مخدر
جهان در حال توسعه شاهد بروز و ظهور بحرانی است که میلیون‌ها نفر را به دلیل اعتیاد به بردگی کشیده‌است. شیوع سوء مصرف هروئین در شرق آفریقا، افزایش مصرف کوکائین در غرب آفریقا و جنوب آمریکا، رشد و گسترش سریع تولید و سوء مصرف مواد مخدر صناعی در خاورمیانه و جنوب شرق آسیا از جمله بحران‌های نوظهور به شمار می‌آیند.
قاچاق مواد مخدر، در کنار بحران هسته‌ای، بحران جمعیت و بحران محیط زیست، یکی از چهار بحران عمده قرن بیست و یکم لقب گرفته‌است.
همسایگی ایران با بزرگترین تولید کننده تریاک در جهان (افغانستان) و قرار گرفتن در مسیر بازار مصرف این مواد (اروپا و آمریکای شمالی)، عامل مهمی در امنیت مرزهای کشور به‌طور عام و امنیت مرزهای جنوب شرقی به‌طور خاص است.
بر اساس گزارش سازمان ملل، حدود ۸۵٪ تریاک جهان در افغانستان تولید می‌شود. همچنین افغانستان ۷۰ درصد از مواد مخدر دنیا را تأمین می‌کند.
تغییر و تحولات سیاسی افغانستان نیز تأثیری بر روند تولید مواد مخدر در این کشور نداشته‌است. چه در زمانی که کمونیست‌ها قدرت را در افغانستان در دست داشتند، چه در زمانی که مجاهدین افغانستان قدرت را به دست گرفتند، چه در زمانی که طالبان قدرت را در دست داشتند، چه در زمان جمهوری افغانستان و چه اکنون که افغانستان مجدداً تحت کنترل طالبان است، تولید مواد مخدر در افغانستان وجود داشته و از قضا روز به روز در حال افزایش بوده‌است.
تمامی کشورهایی که در مسیر ترانزیت مواد مخدر تولیدی منطقه هلال طلایی به بازارهای مصرف قرار دارند، همواره در معرض خطر سرریز، توزیع و مصرف مواد مخدر هستند.
این کشورها، در نتیجه این فرایند پیچیده و چندوجهی، هزینه‌های هنگفتی را از نظر اقتصادی، اجتماعی، فرهنگی و سیاسی متحمل می‌شوند و سرمایه‌های اجتماعی در آن‌ها رو به زوال می‌گذارد. روند رشد و توسعه پایدار در این مناطق نیز با کندی مواجه‌است.
در این میان، باید توجه داشت که منطقه هلال طلایی، علاوه بر چالش‌های مرتبط با قاچاق، در حوزه تولید مواد اولیه دارویی نیز نقش مهمی ایفا می‌کند. بسیاری از ترکیبات پایه دارویی در همین منطقه تولید شده و به شرکت‌های دارویی در سراسر جهان فروخته می‌شوند—گرچه بخشی از این تجارت به‌صورت غیررسمی و خارج از چارچوب‌های قانونی انجام می‌گیرد.

## مهمترین مسیرهای جهانی ترانزیتهرویینبا مبدأآسیایی
مهمترین مسیرهای جهانی ترانزیت هرویین با مبدأ آسیایی عبارتنداز:
- مسیر بالکان، شامل: افغانستان، ایران، ترکیه، جنوب اروپا، سایر کشورهای اروپایی...

- مسیر شمال، شامل: افغانستان، آسیای میانه، روسیه، شرق اروپا

- مسیر شمال بالکان، شامل: افغانستان، ایران، قفقاز و جنوب اروپا

- به طور مستقیم از پاکستان به غرب و اروپای مرکزی

- از طریق آفریقا به اروپای غربی و مرکزی

- به طور مستقیم از جنوب و جنوب شرق آسیا به غرب و اروپای مرکزی

- از طریق خاورمیانه و خلیج فارس به غرب و اروپای مرکزی

- به طور مستقیم از هند به غرب و اروپای مرکزی